# United World Chart
Юнайтед Уърлд Чарт (на английски: United World Chart) е седмична класация, издавана от Медия Трафик (Media Traffic), използваща както продажбите (дигитални и материални), така и еърплей, за да определи най-популярните албуми и сингли в „света“. Тази класация използва същата система като Billboard Hot 100, при която проследяването на продажбите започва в понеделник и завършва в неделя, а междувременно еърплей проследяването протича от сряда до вторник. Затова и изданието на класацията е всеки вторник.